# 2007年度香港名牌選舉得獎名單
2007年度香港名牌選舉及2007年度香港服務名牌選舉由香港品牌發展局和香港中華廠商聯合會聯合主辦，共頒發29個獎項，包括11個「香港名牌選舉」的製造商品牌及16個「香港服務名牌選舉」服務商品牌。頒獎禮於2008年1月31日假香港會議展覽中心201室舉行，由香港財政司司長曾俊華太平紳士擔任主禮嘉賓。

## 獲獎名單

### 香港名牌選舉
香港卓越名牌
- 美心
- 榮華

香港名牌
- 港華紫荊
- 安莉芳
- 建樂士
- 御藥堂
- 盛威夾萬
- 千里眼
- 樓上燕窩莊

最具潛質品牌
- 寶富麗
- 西龍傳香飯糰

網上最受歡迎品牌
- 美心

### 香港服務名牌選舉
香港卓越服務名牌
- 中原地產
- 香港中國旅行社
- 康泰旅行社
- 莎莎

香港服務名牌
- 中華商務聯合印刷
- 時富金融
- 健怡坊
- 燕之家燕窩
- 日本城
- 香港海洋公園
- 香港復康會復康巴士
- 大福證券
- 偉邦物業管理
- 惠康

最具潛質服務品牌
- 彩福皇宴
- ThreeSixty

網上最受歡迎服務品牌
- 香港海洋公園